# Att döda ett barn (1953)
Att döda ett barn är en svensk kortfilm från 1953 baserad på Stig Dagermans novell med samma namn. Kortfilmen skapades av Gösta Werner med Karl-Erik Forsgårdh i huvudrollen och Gunnar Sjöberg som berättare.
Kortfilmen restaurerades 2015 av Svenska filminstitutet.

## Handling
Filmen visar hur en man genom grov ovarsamhet kör över ett barn.

## Om filmen
Filmen spelades in sommaren 1952 i Haväng på Österlen i Skåne, och hade urpremiär  31 oktober 1952 på Uppsala Studenters Filmstudio. Officiell premiär var 27 augusti 1953.
Filmen var tillåten från 15 år.

## Rollista
- Karl-Erik Forsgårdh – bilföraren
- Marie-Anne Condé – kvinnan i bilen
- Georg Årlin – barnets far
- Sissi Kaiser – barnets mor
- Kerstin Thörn – barnet
- Sten Larsson – bensinförsäljaren
- Gunnar Sjöberg – berättare[2]

## Musik i filmen
- Springtime Romance av Rudolf Nelson, instrumental
- Nosegay av Walter Joseph, instrumental[2]